# Sandersdorf-Brehna
Sandersdorf-Brehna é um município da Alemanha, situado no distrito de Anhalt-Bitterfeld, no estado de Saxônia-Anhalt. Tem 81,71 km² de área, e sua população em 2019 foi estimada em 14.310 habitantes.